# Jumilla Club Deportivo
El Jumilla Club Deportivo era un club de fútbol de España de la ciudad de Jumilla en la Región de Murcia. Fue fundado en 2006 y se desempeñaba en la Preferente Autonómica. Desapareció en 2018.

## Historia
El Jumilla Club Deportivo fue fundado en 1981 como 4.º Distrito Club de Fútbol, aunque no fue hasta 2006 cuando la entidad sacó a competición un equipo sénior. Comenzó a competir en el Grupo I de Primera Territorial, donde se proclamó campeón con 65 puntos y siendo el equipo más goleador y el menos goleado (80 goles a favor y 19 en contra). En la temporada 2007/08 consigue la permanencia en Territorial Preferente de forma muy cómoda. En su segunda temporada en Preferente, tras una gran campaña, finaliza la liga en 4.ª posición empatado a 73 puntos con el tercer clasificado, el Cartagena FC. Sin embargo, gracias al ascenso del Caravaca CF a Segunda División B, el 4.º Distrito también asciende a Tercera División. En su primera temporada en Tercera no logra la permanencia y desciende como colista. En 2011 cambia su nombre a Jumilla Club Deportivo.

## Uniforme
- Uniforme titular: Camiseta roja con detalles blancos, pantalón rojo, medias rojas.
- Uniforme alternativo: Camiseta blanca, pantalón blanco, medias rojas.

## Estadio
El Municipal de La Hoya es el campo de fútbol de la ciudad de Jumilla.
En la actualidad es compartido por los dos equipos de la ciudad, el Jumilla CF y el 4.º Distrito.

## Datos del club
- Temporadas en Primera División: 0
- Temporadas en Segunda División: 0
- Temporadas en Segunda División B: 0
- Temporadas en Tercera División: 1
- Temporadas en Preferente Autonómica: 2
- Temporadas en Segunda Autonómica: 1
- Mayor goleada conseguida: 4.º Distrito 8 - 0 ACD JAF Patiño
- Mayor goleada encajada: Pinatar CF B 5 - 0 4.º Distrito
- Mejor puesto en la liga': 1.º en Segunda Autonómica
- Peor puesto en la liga: 13.º Preferente Autonómica

## Palmarés

### Torneos regionales
- Primera Territorial (1): 2006/07